# Tragedia de Heysel
Son conocidos como la tragedia de Heysel (en francés: Drame du Heysel; en neerlandés: Heyseldrama y en italiano: Strage dell'Heysel) los sucesos acontecidos el 29 de mayo de 1985 en el Estadio de Heysel de Bruselas, en Bélgica, en el que murieron 39 aficionados (32 italianos en su mayoría seguidores de la Juventus, cuatro belgas, dos franceses y un británico) a causa de una avalancha de aficionados en los prolegómenos de la final de la Copa de Europa (hoy Liga de Campeones de la UEFA) entre el Liverpool y la Juventus de Turín, provocados por un incidente entre los aficionados más radicales del club inglés y un grupo de espectadores en su mayoría seguidores del equipo italiano. Los sucesos causaron, además, 600 heridos de diversa consideración. La tragedia sucedió solo dos semanas después de la tragedia de Valley Parade, con 56 muertos.
La UEFA aplicó una sanción sin precedentes en el mundo del fútbol a raíz de la tragedia. Impuso un veto de cinco años de toda competencia europea a todos los clubes ingleses, con el doble del castigo para el Liverpool, aunque después se rebajó el castigo al club a seis años. Además, el estadio de Heysel fue clausurado para partidos de fútbol hasta su posterior demolición y reconstrucción.

## Contexto del partido
La final de la Copa de Europa generó expectativa en el aficionado por:
- Los contendientes, Liverpool y Juventus, eran considerados los mejores equipos del momento en el continente:

- El Liverpool llegaba a la final de Heysel como vigente campeón de la Copa de Europa, que había ganado en Roma el año anterior.
- La Juve llegaba a la final como vigente campeona, e invicta, de la Recopa de Europa de la temporada anterior, con un equipo lleno de jugadores que habían formado parte de la selección italiana campeona del mundo en 1982, y con el mejor jugador de Europa del momento, el francés Michel Platini, que acababa de llevar a la Selección francesa a proclamarse campeona de la Eurocopa de 1984.

- Liverpool y Juventus venían de enfrentarse en enero en la final de la Supercopa de Europa por su condición de campeones de la Copa de Europa y de la Recopa respectivamente. Se había proclamado campeón la Juve en partido único por acuerdo entre los directivos de ambos clubes. La derrota en la Supercopa Europea, dejó en los jugadores y aficionados del Liverpool un deseo de revancha, «de demostrar la supremacía del fútbol inglés».
- La final de Heysel fue también interpretada por muchos medios de comunicación como un duelo entre el fútbol inglés y el fútbol italiano, considerados los mejores exponentes del panorama balompédico europeo de aquel momento. El fútbol inglés era el que había dominado el fútbol europeo de los últimos años: los clubes ingleses habían ganado siete de las últimas ocho Copas de Europa disputadas. El fútbol italiano, tras el triunfo de la Selección de Italia en el Mundial de España de 1982 con 6 jugadores de la Juve en el once titular de la Nazionale durante el torneo y la potenciación de la Liga italiana, estaba en alza, y aspiraba a convertirse en el nuevo dominador del balompié europeo (cosa que, efectivamente, sucedió).
- La final de la Copa de Europa de la temporada anterior había enfrentado en Roma al Liverpool y a la AS Roma, que estuvo envuelto en clima de gran tensión y violencia. Ganó el Liverpool en la tanda de penaltis, pero muchos aficionados del Liverpool habían sido objeto de ataques violentos, antes y después del partido, por parte de los aficionados del AS Roma que, al jugar la final en su ciudad, eran abrumadora mayoría. Los días previos a la final de Heysel algunos medios sensacionalistas ingleses recordaron lo sucedido en Roma el año anterior, exasperando el ánimo de los aficionados ingleses frente a los italianos.
- En 1985 estaba en pleno apogeo el fenómeno del extremismo surgido en Inglaterra. En la mayoría de las aficiones de equipos ingleses habían surgido grupos de «hooligans» (vándalos), que al amparo del anonimato que proporcionaban las masas de aficionados de los estadios de fútbol, aprovechaban para consumir grandes cantidades de alcohol y promover ideas violentas, exhibir símbolos neonazis o de partidos de extrema derecha y realizar actos de vandalismo tanto en el interior de los estadios como en las calles de las ciudades donde se disputaba el partido. En los años anteriores a 1985 se habían sucedido numerosos actos vandálicos provocados por los ultras ingleses, especialmente cuando se desplazaban fuera de las islas británicas. En pocos años, el fenómeno «hooligan» se extendió por toda Europa, e Italia fue uno de los países donde más arraigó conocido con el nombre de fenómeno ultras. Los enfrentamientos entre grandes clubes de fútbol eran también entendidos por los ultras de cada equipo como un enfrentamiento entre las bandas. Así, la final de Heysel fue entendida por muchos aficionados no solo como un enfrentamiento entre dos equipos de fútbol, sino como un enfrentamiento entre «hooligans» (ingleses) y «ultras» (italianos) que debía tener lugar dentro y fuera del estadio.
- Cabe decir que la tragedia de Heysel sucedió tan solo 18 días después de la tragedia de Bradford cuando, el 11 de mayo de 1985 fallecieron 56 personas en el estadio del Bradford City, en la ciudad de Bradford (Inglaterra) a causa del incendio de una tribuna de madera en mal estado.

## La tragedia

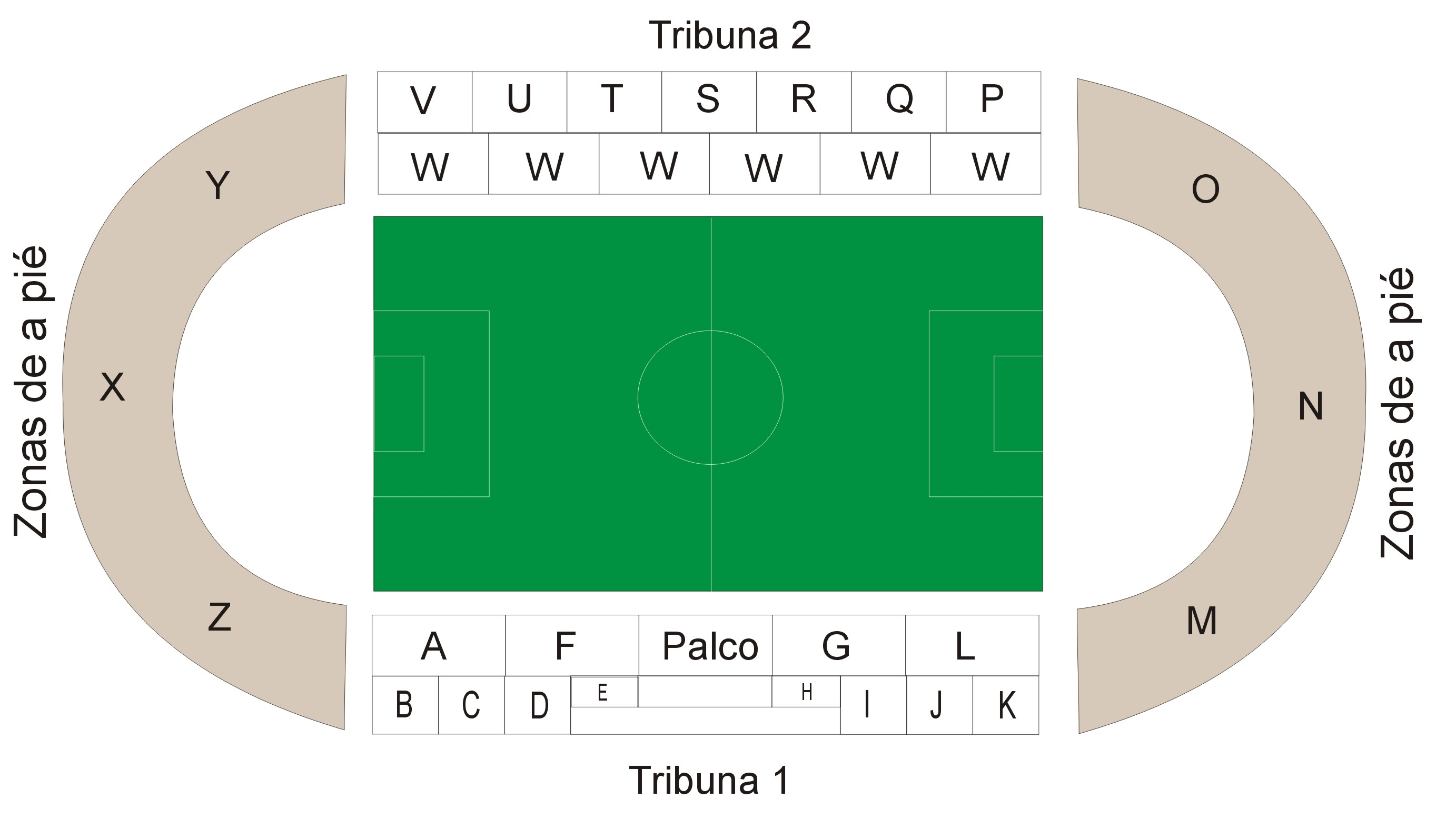
Esquema del Estadio de Heysel.

El estadio de Heysel estaba abarrotado con 60 000 espectadores, con más de 25 000 aficionados de cada equipo. Los fondos del estadio, detrás de las porterías, eran zonas sin asientos donde el público estaba de pie.
La UEFA repartió a las aficiones de cada club en diferentes zonas, y reservó unas zonas para los aficionados belgas que quisieran asistir al partido. Pero muchas de las entradas reservadas al público local fueron adquiridas por aficionados de uno y otro equipos que, de esta manera, coincidieron en una misma zona.
Los sucesos se desencadenaron sobre las siete de la tarde, una hora antes de la hora del inicio del encuentro, en la zona Z, una zona de a pie situada en uno de los fondos del estadio junto a una esquina. La zona Z estaba mayoritariamente ocupada por aficionados de la Juventus, pero era anexa a la zona X, donde había muchos aficionados del Liverpool.
Los aficionados más radicales del Liverpool situados en la zona X, muchos de ellos en estado de embriaguez[cita requerida], empezaron a tirar objetos y se abalanzaron sobre los aficionados de la Juventus situados en la zona Z: se produjo una avalancha y los aficionados de la Juventus, intentando alejarse de los del Liverpool, se acumularon en el fondo de la zona, aprisionados por una parte contra el muro donde finalizaba la gradería, y por otra parte contra las vallas «protectoras» que separaban las gradas del terreno de juego.
Cientos de aficionados de la Juventus quedaron aprisionados contra las vallas, que eran fijas y no tenían salidas de emergencia, bajo la presión de miles de aficionados.
La situación encrespó a los aficionados situados en el resto del estadio, que presenciaron estos hechos impotentes desde sus localidades. Algunos aficionados, tanto de uno como de otro equipo, llegaron a saltar al campo armados con palos y otros objetos, y se dirigieron a las zonas de la afición rival con ánimo de agredirla.
Las fuerzas de seguridad se dedicaron entonces a tomar posiciones para evitar que la situación fuese a más. Hicieron cordones de seguridad intentando separar las zonas del estadio, convirtiéndolas en zonas estancas para evitar que se produjeran más invasiones de una zona a otra. Sin embargo, no intervinieron con la suficiente celeridad para restablecer el caos que se había producido en la zona Z. Además, al cerrar los accesos a la zona Z para que no pudiesen entrar aficionados, también impidieron que pudieran salir los que había en ella, hecho que convirtió la zona Z en una jaula donde cientos de aficionados seguían amasados y aplastados por la presión de la multitud.
La situación se prolongó durante muchos minutos a la espera de la llegada de especialistas que pudieran sacar las vallas que aprisionaban a los aficionados. Se produjeron cientos de casos de asfixia, aplastamiento y crisis de ansiedad.
Algunos aficionados incluso pudieron ser evacuados al terreno de juego por otros aficionados y por las fuerzas de seguridad, pero el número de agentes sanitarios fue insuficiente ante la situación y muchos aficionados recibieron los primeros auxilios de otros aficionados.
Finalmente las ambulancias llegaron a entrar al mismo terreno de juego y empezaron a evacuar a cientos de heridos, pero no se pudo evitar la muerte de 39 aficionados. La mayoría fallecieron por asfixia y aplastamiento. Muchos cadáveres fueron depositados en un espacio anexo al mismo terreno de juego, visibles desde otras zonas del estadio.
Los sucesos causaron un gran impacto mundial, ya que ocurrieron pocos minutos antes del inicio del partido, cuando las televisiones ya estaban emitiendo las imágenes en directo para todo el mundo. Solo se conoce el caso de una televisión que decidió suspender la emisión, la de la República Federal de Alemania.
Ante la caótica situación, el gobierno belga decretó el estado de sitio en Bruselas, mientras que la UEFA sopesó la suspensión del encuentro, pero finalmente decidió que se jugase ante el riesgo de que la suspensión conllevase peores consecuencias, decisión que fue duramente criticada por la opinión pública.

## Las víctimas
La tragedia de Heysel se cobró 39 víctimas mortales (32 italianos mayoritariamente seguidores de la Juventus FC, cuatro belgas, dos franceses y un británico). Estos son los nombres de los fallecidos:
- Rocco Acerra 25-12-1956 (28)
- Bruno Balli 6-2-1935 (50)
- Alfons Bos ?-?-? (35)
- Giancarlo Bruschera ?-?-1951 (34)
- Andrea Casula 15-8-1974 (10)
- Giovanni Casula 20-12-1941 (43)
- Nino Cerrullo 2-6-1961(23)
- Willy Chielens ?-?-? (41)
- Giuseppina Conti 26-1-1968 (17)
- Dirk Daeninckx 28-9-1958 (27)
- Dionisio Fabbro 1-4-1934 (51)
- Jaques François ?-?-? (45)
- Eugenio Gagliano ?-?-1950 (35)
- Francesco Galli 6-1-1960 (25)
- Giancarlo Gonnelli 6-9-1939 (45)
- Alberto Guarini 21-6-1964 (20)
- Giavacchino Landinni 29-11-1935 (49)
- Roberto Lorentini 4-4-1954 (31)
- Barbara Lusci 4-12-1927 (57)
- Franco Martelli 5-11-1962 (22)
- Gianni Mastroiaco 5-2-1965 (20)
- Sergio Bastino Mazzino 14-9-1947 (37)
- Loris Messore 2-5-1957 (28)
- Rocco Papaluca 12-12-1947 (37)
- Luigi Pidone ?-?-? (31)
- Benito Pistolato 10-12-1935 (49)
- Patrick Radcliffe ?-?-? (37)
- Domenico Ragazzi ?-?-? (44)
- Antonio Ragnanese 10-5-1956 (29)
- Claude Robert ?-?-? (27)
- Mario Ronchi 19-9-1942 (42)
- Domenico Russo 25-4-1959 (26)
- Tarcisio Salvi 31-3-1936 (49)
- Gianfranco Sarto 11-10-1938 (46)
- Mario Spanu 7-4-1944 (41)
- Giuseppe Spolaore 21-10-1930 (54)
- Tarcisio Venturin 10-2-1962 (23)
- Jean-Michel Walla ?-?-? (32)
- Claudio Zavaroni 31-05-1956 (28)

## El partido
El encuentro se disputó con una hora y 25 minutos de retraso respecto al horario inicialmente previsto por decisión del jefe de la policía belga, capitán Johan Mahieu, y del alcalde de Bruselas, Hervé Brouhon, «para evitar una guerra civil», a pesar de la negativa en pleno de los jugadores y del cuerpo técnico de la Juventus.
Antes del inicio del encuentro, y de común acuerdo con las directivas de los clubes involucrados, los capitanes de ambos equipos Gaetano Scirea y Phil Neal leyeron un comunicado redactado en italiano e inglés, respectivamente, por la megafonía del estadio con la finalidad de tranquilizar a los aficionados.
La final, como consecuencia del trágico suceso, se disputó en un clima enrarecido y con algunos cadáveres todavía visibles desde una de las zonas del estadio. Durante el mismo, el terreno de juego estuvo rodeado por efectivos de la policía belga que vigilaron todo cuanto sucedía en las graderías. Al minuto 57 Michel Platini envió un pase largo de unos 50 metros hacia su compañero de equipo Zbigniew Boniek, quien se dirigía a la meta inglesa defendida por Bruce Grobbelaar. Boniek fue derribado a menos de un metro del área de gol por el último defensor del Liverpool, Gary Gillespie, quien sustituyó en el minuto 4 del segundo periodo al también defensor Mark Lawrenson. El colegiado suizo André Daina, situado a unas veinticinco yardas (22.86 metros) de distancia del punto donde se produjo el derribo, señaló penalti, que fue convertido por Platini en el único gol del encuentro.

### Ficha de la final
| 1          | POR        | Stefano Tacconi     |     |
| 2          | DEF        | Luciano Favero      |     |
| 3          | DEF        | Antonio Cabrini     |     |
| 5          | DEF        | Sergio Brio         |     |
| 6          | DEF        | Gaetano Scirea      |     |
| 4          | MED        | Massimo Bonini      |     |
| 10         | MED        | Michel Platini      |     |
| 8          | MED        | Marco Tardelli      |     |
| 11         | DEL        | Zbigniew Boniek     |     |
| 7          | DEL        | Massimo Briaschi    | 84' |
| 9          | DEL        | Paolo Rossi         | 89' |
| Entrenador | Entrenador | Giovanni Trapattoni |     |

| 1          | POR        | Bruce Grobbelaar |     |
| 2          | DEF        | Phil Neal        |     |
| 3          | DEF        | Jim Beglin       |     |
| 4          | DEF        | Mark Lawrenson   | 49' |
| 6          | DEF        | Alan Hansen      |     |
| 5          | MED        | Steve Nicol      |     |
| 8          | MED        | Ronnie Whelan    |     |
| 10         | MED        | Paul Walsh       | 46' |
| 11         | MED        | John Wark        |     |
| 7          | DEL        | Kenny Dalglish   |     |
| 9          | DEL        | Ian Rush         |     |
| Entrenador | Entrenador | Joe Fagan        |     |

| 12 | DEL | Cesare Prandelli  | 84' |
| 13 | MED | Benimiano Vignola | 89' |

| 12 | DEF | Gary Gillespie | 49' |
| 14 | DEL | Craig Johnston | 46' |

| Anotado · Penal | 57' | Michel Platini | 1–0 |

| Árbitro | André Daina |

| 1          | POR        | Stefano Tacconi     |     |
| 2          | DEF        | Luciano Favero      |     |
| 3          | DEF        | Antonio Cabrini     |     |
| 5          | DEF        | Sergio Brio         |     |
| 6          | DEF        | Gaetano Scirea      |     |
| 4          | MED        | Massimo Bonini      |     |
| 10         | MED        | Michel Platini      |     |
| 8          | MED        | Marco Tardelli      |     |
| 11         | DEL        | Zbigniew Boniek     |     |
| 7          | DEL        | Massimo Briaschi    | 84' |
| 9          | DEL        | Paolo Rossi         | 89' |
| Entrenador | Entrenador | Giovanni Trapattoni |     |

| 1          | POR        | Bruce Grobbelaar |     |
| 2          | DEF        | Phil Neal        |     |
| 3          | DEF        | Jim Beglin       |     |
| 4          | DEF        | Mark Lawrenson   | 49' |
| 6          | DEF        | Alan Hansen      |     |
| 5          | MED        | Steve Nicol      |     |
| 8          | MED        | Ronnie Whelan    |     |
| 10         | MED        | Paul Walsh       | 46' |
| 11         | MED        | John Wark        |     |
| 7          | DEL        | Kenny Dalglish   |     |
| 9          | DEL        | Ian Rush         |     |
| Entrenador | Entrenador | Joe Fagan        |     |

| 12 | DEL | Cesare Prandelli  | 84' |
| 13 | MED | Benimiano Vignola | 89' |

| 12 | DEF | Gary Gillespie | 49' |
| 14 | DEL | Craig Johnston | 46' |

| Anotado · Penal | 57' | Michel Platini | 1–0 |

| Árbitro | André Daina |

## Inculpados
Solo fueron inculpados por la Tragedia de Heysel, en 1989 y tras cinco meses de juicio, 14 aficionados del Liverpool, que fueron condenados a tres años de prisión por la justicia belga. Pero cuando llevaban cumplida media condena la sentencia fue suspendida tras el recurso de la defensa, al entender que el homicidio fue involuntario.
También fueron sancionados por la UEFA el Liverpool y los clubes ingleses en general (véase el capítulo «Consecuencias para el fútbol inglés»).
No fueron inculpados por la tragedia ni la UEFA como organizadora del evento, ni los propietarios del Estadio de Heysel como sede de la final, ni las autoridades belgas responsables de la seguridad.
A pesar de ello, el Estadio de Heysel (en el que no se colocó ninguna placa conmemorativa de las víctimas) no volvió a acoger nunca más un partido de fútbol desde aquel 29 de mayo de 1985, limitándose a la celebración de encuentros de atletismo. Y Bélgica no volvió a acoger ningún gran evento deportivo internacional en los siguientes 10 años.
En 1994, el Estadio de Heysel fue parcialmente reducido, disminuyendo su aforo a los 40 000 espectadores. Posteriormente fue totalmente remodelado y reconstruido en un nuevo y moderno estadio al que se bautizó con un nuevo nombre, Estadio Rey Balduino, que volvió a acoger la celebración de partidos de fútbol. El primero tras la Tragedia de Heysel fue un partido amistoso entre Bélgica y Alemania. En 1996 acogió de nuevo una final europea, la final de la Recopa, que el 8 de mayo de 1996 enfrentó, sin ningún tipo de incidentes, al París Saint-Germain y al Rapid de Viena, con victoria francesa por 1-0.
A mediados de los años 1990, Bélgica fue designada sede de la Eurocopa de fútbol del año 2000 junto a los Países Bajos, tras acreditar la total renovación y modernización de los estadios que acogerían el evento.

## Consecuencias para el fútbol inglés
- La UEFA sancionó a los clubes ingleses sin poder disputar competiciones europeas o mundiales hasta el 1 de julio de 1990, y les conminó a tomar severas medidas para frenar la violencia de sus aficionados radicales, denominados «hooligans». La sanción se debió a que la tragedia de Heysel no fue considerada un hecho aislado, sino el punto culminante a varios años en los que los aficionados ingleses habían protagonizado episodios de violencia en los estadios, especialmente cuando se desplazaban a animar a sus equipos a competiciones europeas, fuera de las islas británicas.
- El Liverpool FC fue sancionado inicialmente con la prohibición de participar en competiciones europeas o mundiales hasta el 1 de julio de 1995. Posteriormente, le fue rebajada la sanción, permitiéndose su participación en torneos internacionales a partir del 1 de julio de 1991.
- La sanción provocó una grave crisis en el fútbol inglés:

- Se cortó en seco el dominio inglés del fútbol europeo: los clubes ingleses habían ganado siete de las ocho Copas de Europa disputadas entre 1976 y 1984: cuatro el Liverpool FC, dos el Nottingham Forest y una el Aston Villa.
- La prohibición de participar en competiciones internacionales perjudicó económicamente a los clubes, que perdieron ingresos tanto por venta de entradas como por publicidad, patrocinio y derechos televisivos.
- La Liga inglesa perdió potencial, ya que los mejores jugadores británicos, como Gary Lineker, Mark Hughes (en 1986), Glenn Hoddle (1987), Ian Rush (1988), David Platt (1991) o Paul Gascoigne (1992) y entrenadores como Terry Venables o John Benjamin Toshack, emigraron al continente europeo para poder jugar competiciones europeas y, en consecuencia, ganar más prestigio y dinero. Por otra parte, los equipos ingleses dejaron de ser atractivos para las figuras europeas, que preferían fichar por clubes no ingleses.

- Los aficionados ingleses fueron estigmatizados. Se generalizó el apelativo de «hooligans» (gamberros) a todos los «supporters» (aficionados).

A pesar de todo ello, el gobierno británico no tomó severas medidas hasta cuatro años más tarde. Tuvo que suceder la tragedia de Hillsborough en 1989 (donde, curiosamente, los «hooligans» no tuvieron influencia alguna en la catástrofe), en la que fallecieron 96 aficionados ingleses, concretamente del Liverpool FC, para que el gobierno de Margaret Thatcher se decidiese a actuar con contundencia y dictará la «Football Spectators Act» y el «Informe Taylor» para erradicar el fenómeno del «hooliganismo» y mejorar la seguridad en los estadios.

## Consecuencias para el fútbol en general
La tragedia de Heysel no fue la mayor catástrofe que había sucedido en un estadio de fútbol, pero sí la de mayor impacto mediático por producirse en una final de la Copa de Europa, el partido más importante y con mayor audiencia del fútbol europeo. Por ello, los sucesos de Heysel tuvieron una negativa influencia sobre el balompié en general.
Se generalizó una imagen del fútbol como deporte violento y peligroso, y se registró un descenso en el número de asistentes a los estadios de fútbol en la mayoría de estadios europeos. Como contraposición, creció espectacularmente el número de espectadores y practicantes de otros deportes de equipo como el baloncesto.
La FIFA tuvo que redoblar sus esfuerzos para mejorar la imagen del fútbol, y puso en marcha una campaña mundial denominada «Fair Play», en favor del juego limpio.
Además, la FIFA tomó medidas para mejorar la seguridad en los estadios de fútbol:
- Se prohibió la venta de entradas en zonas sin asiento de los estadios de fútbol en todos los partidos oficiales internacionales jugados en territorio UEFA.
- Se eliminaron las vallas «protectoras», o se sustituyeron por vallas abatibles o provistas de salidas en casos de emergencia.
- Se establecieron criterios para evaluar el nivel de seguridad y confort de los estadios, y la FIFA procedió a hacer inspecciones. Se decidió que, en adelante, solo acogieran grandes finales europeas los estadios catalogados como «Categoría 4».
- Se establecieron criterios para evaluar el riesgo de los partidos de fútbol, y se incluyeron medidas de prevención (como un mayor número de agentes de seguridad y de sanidad) en función de si los partidos eran de alto riesgo.
- Se establecieron medidas para que las aficiones de los dos equipos estuvieran separadas por cordones de seguridad, de manera que no pudiesen coincidir ni antes ni durante ni después de los partidos.
- Se prohibió la entrada a los estadios de banderas provistas de mástiles, y de todo tipo de elementos rígidos, o susceptibles de ser utilizados como armas arrojadizas.
- Se incrementaron las medidas de seguridad en el acceso a los estadios, incluyendo cacheos.
- Se prohibió la venta de bebidas alcohólicas en el interior de los estadios.
- Se prohibió el acceso de botellas de vidrio al interior de los estadios.
- Se prohibió la exhibición en los estadios de banderas y símbolos nazis, así como de pancartas que pudieran incitar a la violencia.
- Se instalaron cámaras de videovigilancia en el interior de los estadios.
- Se conminó a los clubs a que dejasen de colaborar, e incluso de financiar, a los grupos ultras más violentos, como en muchos casos había venido sucediendo.